# Omnium
O omnium  (do Latim: todos, todos à volta de toda a coisa ) é uma competição de várias corridas no ciclismo de pista. Historicamente, o omnium teve uma variedade de formatos.

## História
O omnium foi reintroduzido nos Campeonatos Mundiais nos Campeonatos Mundiais de Pista com um formato de cinco provas para os homens (em 2007) e para as mulheres em 2009. O omnium foi alterado em 2010 pela UCI, de modo a incluir a corrida de eliminação e as distâncias entre as provas foram aumentadas para favorecer a resistência dos ciclistas.
O omnium substitui a perseguição individual, a corrida de pontos, e o Madison nos Jogos Olímpicos de Verão, começando em 2012. A mudança foi alvo de algumas críticas por parte da ciclista Rebecca Romero, que deixou de poder defender o seu título olímpico.

## O omnium actual
Actualmente, e para os Jogos Olímpicos de 2012, o omnium é definido pela União Ciclista Internacional (UCI) como consistindo em seis provas:
1. Volta lançada (contra o cronómetro)
2. Corrida de pontos
30 km para as elites masculinas, 20 km para as elites femininas, 15 km para os júniores masculinos, 10 km para as júniores femininas
3. Corrida de eliminação
4. Perseguição individual
4000 metros para as elites masculinas, 3000 metros para os júniores masculinos e para as elites femininas, 2000 para as júniores femininas
5. Scratch race
6. Contra-relógio
1km masculino, 500 metros femininos[3]

Os pontos são atribuídos por ordem inversa. O ciclista que terminar em primeiro recebe um ponto, o segundo ficará com dois pontos, e daí em diante. O ciclista com menos pontos depois de todas as provas será o vencedor. Quando dois ciclistas estiverem empatados pontualmente, o tempo combinado dos três contra-relógios desfará o empate entre os ciclistas. Um ciclistas devem completar todas as provas do omnium.